# 사쿠라이선
사쿠라이선(일본어: 桜井線, さくらいせん 사쿠라이센[*]) 또는 애칭 만요마호로바 선(일본어: 万葉まほろば線, まんようまほろばせん) 은 일본 나라현 나라시에 있는 나라역에서 나라 현 야마토타카다시에 있는 다카다역까지를 잇는 서일본 여객철도의 철도 노선이다.
전 구간이 나라 현 안에 있으며, 기점 나라 역에서는 간사이 본선 (야마토지 선)과, 종점 다카다 역에서는 와카야마 선과 연계된다. 가시하라시, 사쿠라이시, 덴리시 등 나라 현 중앙부의 도시들을 지나며, 사쿠라이 역 ~ 다카다 역 구간에서는 긴키 닛폰 철도 오사카 선과 비슷한 구간을 달린다. 전 구간이 여객영업규칙에 따른 오사카 근교 구간에 속해 있으며, 이코카 및 제휴 교통카드의 사용이 가능하다.
지금은 열차는 (227계 1000번대 221계는 운행) 201계(야마토지선용 운행) 205계(나라선) 회송
만요선과 애칭이다.

## 애칭
2010년 "헤이조 천도 1,300년 기념 사업"에 따른 "헤이조 천도 1,300년 기념 잔치"(일본어: 平城遷都1300年祭 헤이조 센토 센산뱌쿠넨 마쓰리[*])와, 나라 데스티네이션 캠페인 등을 비롯한 행사의 개최를 앞두고 서일본 여객철도는 사쿠라이 선의 애칭을 공모하였다.
공모 결과, 사쿠라이 선이 지나가는 지역들에 《만요슈》에서 자주 읊어진 명소와 유적들이 많다는 것과, "훌륭한 국토"라는 의미를 지니고 있는 문어체 낱말 마호로바 (일본어: まほろば)가 나라 일대를 연상시키는 말로 전 일본에 퍼져있다는 이유에서 이름지어진 "만요마호로바 선"이 사쿠라이 선의 새 애칭으로 정해졌다. 이 애칭은 2010년 3월 13일 시간표 개정 때부터 적용되었다.

## 운행 형태
낮 시간대, 나라 역 ~ 사쿠라이 역 구간에서는 시간당 2편, 사쿠라이 역 ~ 다카다 역 구간에서는 시간당 1편의 열차가 운행된다. 또한 해마다 두 번 정도 낮 시간대의 보선 작업에 따라 운휴가 이루어진다. 나라 역 ~ 사쿠라이 역 구간만을 운전하는 열차를 제외한 대부분의 열차가 다카다 역에서 와카야마 선으로 직결 운행하며, 낮 시간대에는 다카다 역에서 방향을 돌려 와카야마 방면으로 직결 운행하고, 아침·저녁 시간대에는 오지 역까지 직결 운행한다. 아침 출근 시간대에는 나라 역에서 사쿠라이 선을 경유하여 JR 난바 역까지 운행하는 쾌속 열차도 존재한다.
일반적으로 1인 승무가 이루어지지만, 아침 출근 시간대, 사쿠라이 시의 오미와 신사의 월례 제사철 등 특별한 행사가 있는 경우에는 차장이 승무하는 열차도 운행된다. 또한 천리교의 제례가 있을 때에는 일본 전국 각지에서 덴리 역까지 운행하는 임시단체열차 "덴리린 호"가 운행된다. 그러나 간토 지방에서 출발하는 덴리린 호는 2011년 1월 26일을 마지막으로 운행이 종료되었다.
한편, 사쿠라이 선과 와쿠라이 선의 이용 촉진과 관광 진흥을 목적으로, 105계 전동차 4량 편성에 광고를 덧씌운 관광 열차를 2009년 11월 29일부터 운행하기 시작하여, 사쿠라이 선·와카야마 선 전 구간과 기세이 본선 와카야마역 ~ 와카야마시역 구간을 운행하도록 했다. 첫 번째 편성 "다비만요" (일본어: 旅万葉)를 시작으로, 2009년 12월 6일과 2010년 3월 13일에는 "만요의 사계" (일본어: 万葉の四季 만요노 시키[*]) 2편성을, 2010년 4월 1일에는 "만요의 사계절 풍채" (일본어: 万葉の四季彩 만요노 시키사이[*])를 운행하기 시작하였으며, 앞으로 4 ~ 6년간 운행할 예정이다.

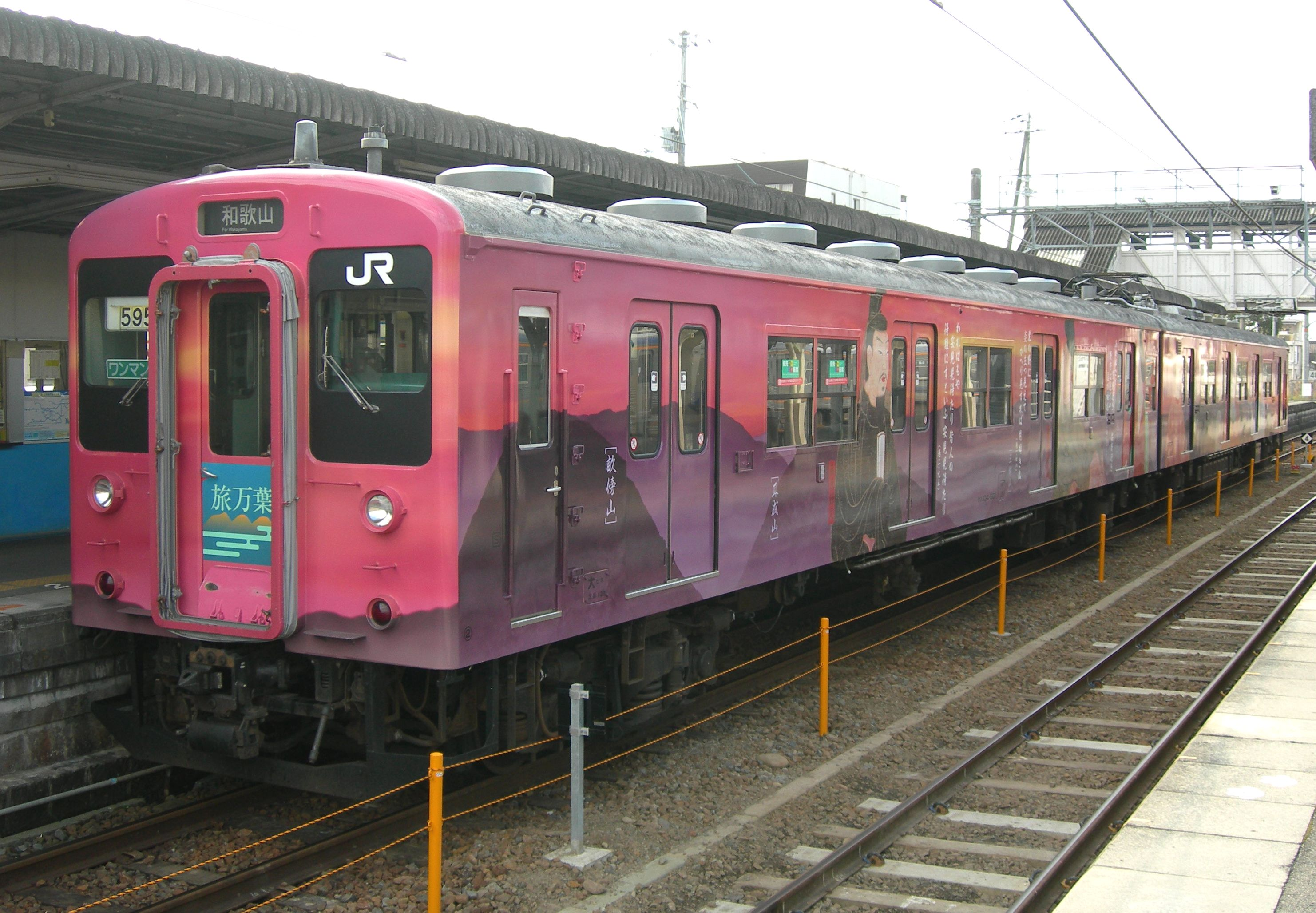
"다비만요"
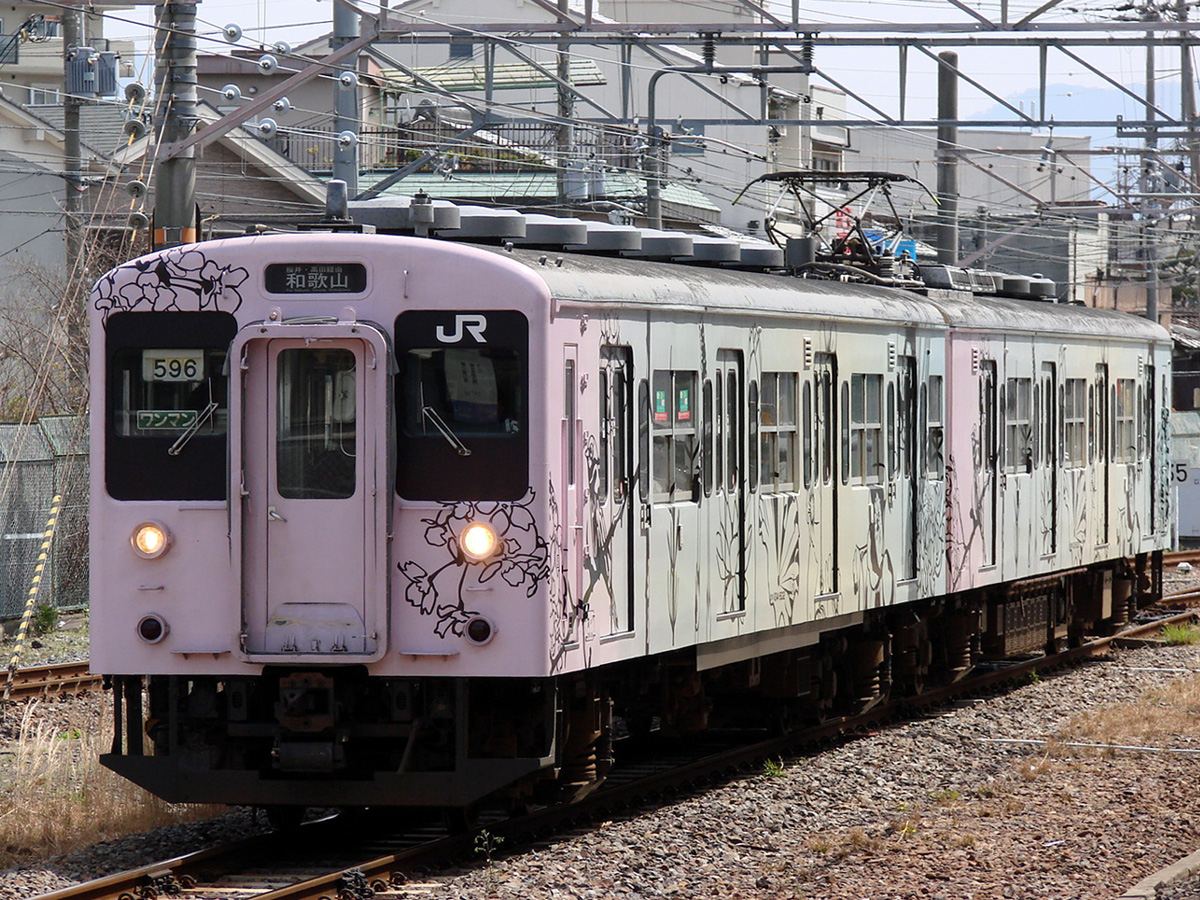
"만요의 사계"
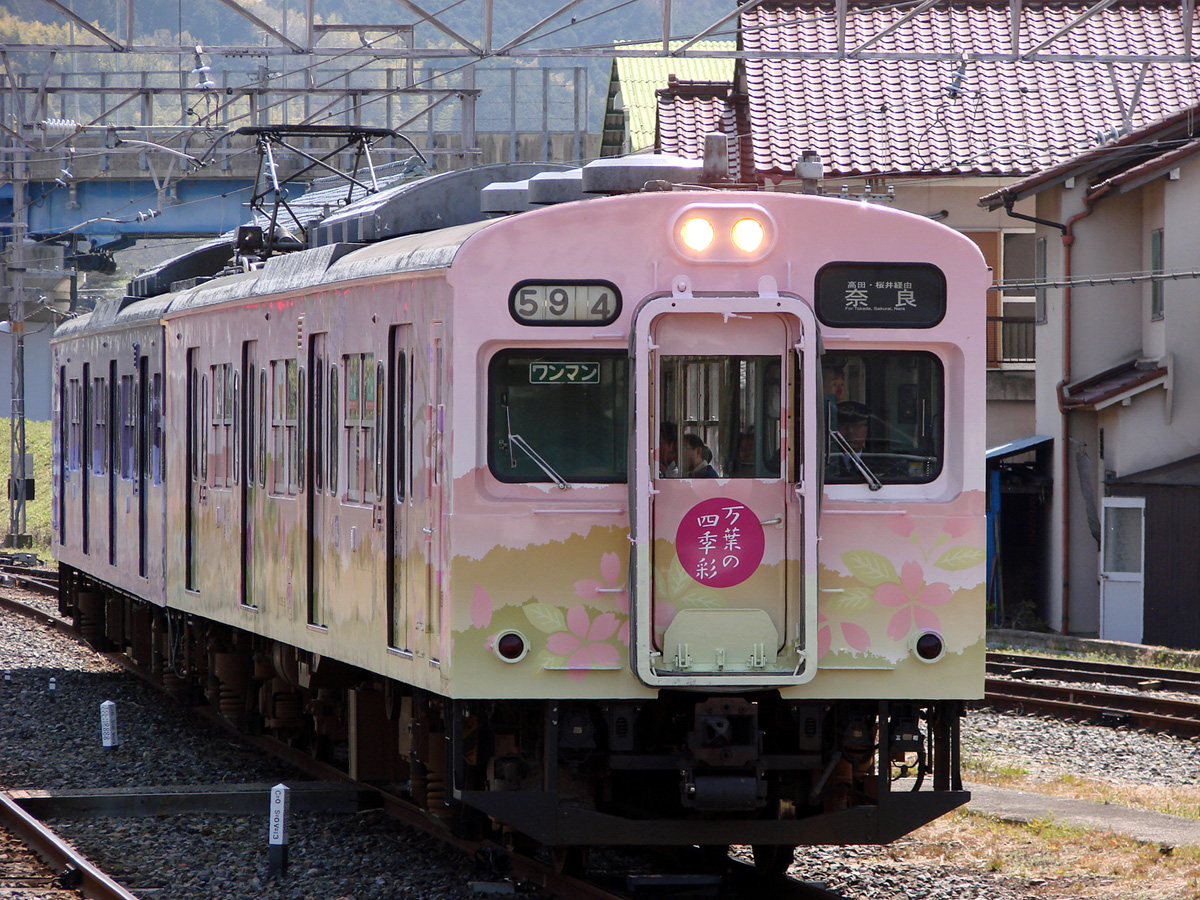
"만요의 사계절 풍채"

## 사용 차량
사쿠라이 선에서 운행되는 모든 열차는 전동차이다.
- 일본국유철도 105계 전동차

히네노 전차구 소속이며, 기본적으로 2량 편성으로 운행된다. 지금은 폐차됨
- 일본국유철도 103계 전동차

나라 전차구 소속이다. 평일에는 6량 편성, 휴일에는 4량 편성으로 운행된다. 폐차
- 일본국유철도 201계 전동차

나라 전차구 소속이다. 평일 아침 출근 시간대에 6량 편성으로 운행 된적이 있다.
- 서일본 여객철도 221계 전동차

나라 전차구 소속이다. 4량 편성과 6량 편성이 평일 아침 출근 시간대에 운행된다.
서일본 여객철도 227계 전동차 1000번대
스이타 종합 차량소 히네노 지소 신자이케 파출소 소속

## 역사
- 1893년 5월 23일 - 오사카 철도의 오지 역 ~ 다카다 역 구간을 연장하는 형태로 다카다 역 ~ 사쿠라이 역 구간이 개업했다.
- 1898년 5월 11일 - 나라 철도가 교바테 역 ~ 사쿠라이 역 구간을 개업했다.
- 1900년 6월 6일 - 오사카 철도가 간사이 철도에 노선을 넘겼다.
- 1905년 2월 7일 - 나라 철도가 간사이 철도에 노선을 넘겼다.
- 1907년 10월 1일 - 간사이 철도가 국유화되어, 전 구간이 국유철도의 소속이 되었다.
- 1909년 10월 12일 - 지금의 "사쿠라이 선"이라는 명칭이 지정된다.
- 1987년 4월 1일 - 민영화에 따라 서일본 여객철도의 소속이 되었다.
- 2005년 3월 1일 - 전 역에 J스루 카드, 이코카 대응 간이형 자동개찰기를 도입했다. 이코카 및 제휴 교통카드의 사용이 가능해졌다. J스루 카드는 2009년 3월 1일 이용이 종료되었다.
- 2010년 3월 13일 - 애칭 "만요마호로바 선"의 사용을 개시했다.
- 2023년 1월 15일 - 전 역에는 서일본 여객철도 운영의 따라서 만요마호로바선에서 대출 받았다.
- 2025년 1월 17일 전 역에도 운영 사항에도 만요마호로바선에서 대출 예정이다.

## 역 목록
| 역명       | 일어 역명 | 접속 노선                                                              | 역간 거리 | 영업 거리  | 소재지 | 소재지         |
| ---------- | --------- | ---------------------------------------------------------------------- | --------- | ---------- | ------ | -------------- |
| 나라       | 奈良      | ■ 야마토지 선 ■ 나라 선                                                | 0.0       | 0.0        | 나라현 | 나라시         |
| 교바테     | 京終      |                                                                        | 1.9       | 1.9        | 나라현 | 나라시         |
| 오비토케   | 帯解      | 2.9                                                                    | 4.8       |            | 나라현 | 나라시         |
| 이치노모토 | 櫟本      | 2.5                                                                    | 7.3       | 덴리시     | 나라현 |                |
| 덴리       | 天理      | ■ 긴키 닛폰 철도 덴리 선                                               | 2.3       | 덴리시     | 나라현 | 9.6            |
| 나가라     | 長柄      |                                                                        | 3.0       | 덴리시     | 나라현 | 12.6           |
| 야나기모토 | 柳本      | 1.7                                                                    | 14.3      | 덴리시     | 나라현 |                |
| 마키무쿠   | 巻向      | 1.6                                                                    | 15.9      | 사쿠라이시 | 나라현 |                |
| 미와       | 三輪      | 2.1                                                                    | 18.0      | 사쿠라이시 | 나라현 |                |
| 사쿠라이   | 桜井      | ■ 긴키 닛폰 철도 오사카 선                                             | 1.7       | 사쿠라이시 | 나라현 | 19.7           |
| 가구야마   | 香久山    |                                                                        | 2.0       | 21.7       | 나라현 | 가시하라시     |
| 우네비     | 畝傍      | ■ 긴키 닛폰 철도 가시하라 선 (야기니시구치 역)                         | 3.0       | 24.7       | 나라현 | 가시하라시     |
| 가나하시   | 金橋      |                                                                        | 2.6       | 27.3       | 나라현 | 가시하라시     |
| 다카다     | 高田      | ■ 와카야마 선 (직결 운행) ■ 긴키 닛폰 철도 오사카 선 (야마토타카다 역) | 2.1       | 29.4       | 나라현 | 야마토타카다시 |